# Iglesia de San Sebaldo
La iglesia de San Sebaldo (en alemán: Sebalduskirche; a nombre del ermitaño Sebaldo que probablemente vivió en el área de Núremberg en el siglo VIII) es la iglesia parroquial más antigua de Núremberg y, junto con la Iglesia de Nuestra Señora y la Iglesia de san Lorenzo, uno de los edificios eclesiásticos más destacados de la ciudad. Está en el camino al castillo de Núremberg al norte, justo encima del mercado principal y al oeste, frente al ayuntamiento. El interior ha sido sorprendentemente ricamente amueblado. Desde la Reforma, junto a la Iglesia de san Lorenzo, es una de las dos grandes iglesias protestantes de la ciudad, que hoy pertenecen a la Iglesia Evangélica Luterana en Baviera.

## Historia

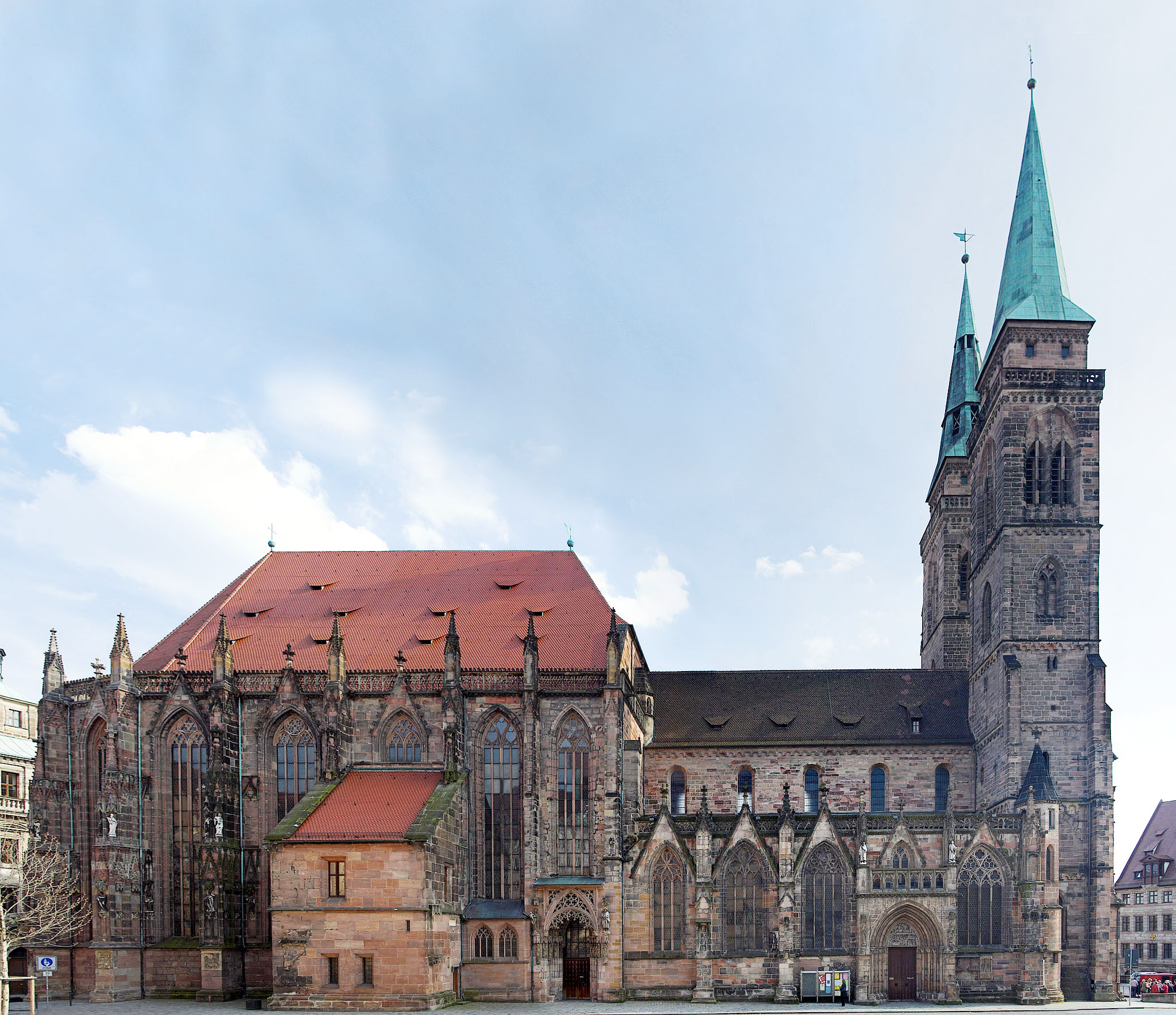
Fachada norte de San Sebaldo, 2006

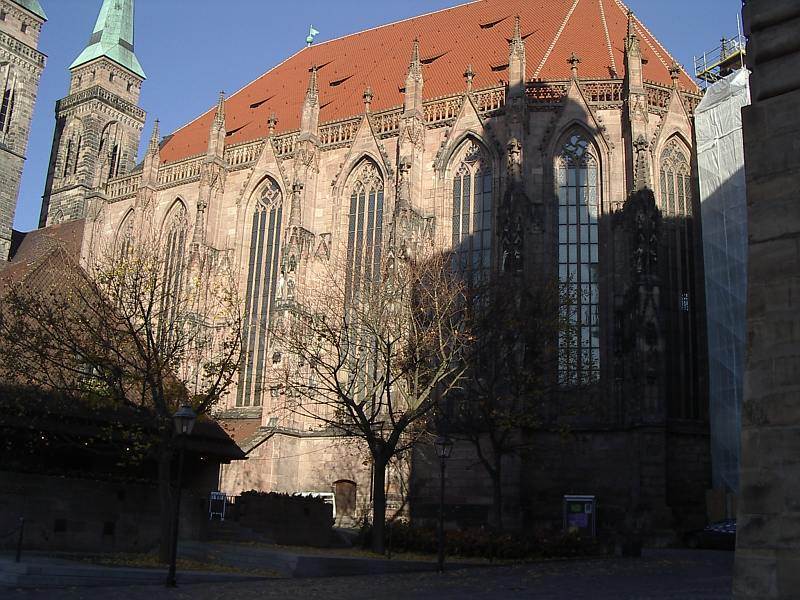
Coro este (desde el SO) de San Sebaldo

Es la más antigua de las dos grandes iglesias parroquiales de Núremberg y la iglesia parroquial evangélica-luterana más antigua (desde 1525) de la ciudad. El hecho de que siempre fue más noble e importante que San Lorenzo ya no se puede ver en el paisaje urbano desde que se construyó la estación. Sin embargo, la proximidad directa del coro con el antiguo ayuntamiento ya subraya su antigua importancia como la "iglesia del consejo" de Núremberg, en la que también está enterrado San Sebaldo, el santo patrón de la ciudad.
De un edificio anterior, que probablemente fue consagrado a Simón Pedro en el siglo XII, tenía una cripta de doble nave. En lugar de este, la actual se construyó entre 1225/1230 y 1273 como una basílica de pilares de doble coro. Sigue el modelo de la catedral de Bamberg en muchos motivos constructivos (coro doble, fachada de dos torres con ábside poligonal en el coro oeste consagrado en 1274, etc.), por lo que a pesar del trazado interior gótico, se adoptaron algunos elementos constructivos románicos.
En 1309, las dos naves laterales fueron demolidas y ensanchadas a su ancho actual en línea con las paredes de los extremos de los transeptos. Con esta expansión, los albañiles crearon el Portal del Juicio Final en el pasillo sur. Este tímpano representa escenas del Juicio Final. La construcción probablemente se completó en la década de 1330.
En el período Parler, de 1361 a 1372, el coro este, situado sobre el lugar de enterramiento de Sebaldus se amplió en un coro deambulatorio de salón típico de la época; compare la construcción de la sala de la iglesia de Nuestra Señora o la capilla de Wenceslao de la catedral de San Vito en Praga como arquitectura de aproximadamente la misma época. La nueva dedicación a San Sebaldo probablemente también tuvo lugar durante este último gran proyecto de construcción de la Edad Media. Restos de la anterior iglesia románica se encuentran en la nave central y en los bajos de las torres. El coro ambulatorio se considera una estructura clave para edificios similares en la arquitectura urbana de ladrillo de Mark Brandenburg, probablemente implementado por primera vez en la Nikolaikirche de Spandau y retomado desde allí en la Marienkirche de Berlín. Durante los ataques aéreos en Núremberg (1940-1945), el techo y la bóveda fueron destruidos en gran parte, per el valioso mobiliario resistió en buenas condiciones debido a la subcontratación oportuna o Albañilería conservada en gran parte. También se conservó el valioso portal del Juicio Final en el pasillo sur. Después del final de la Segunda Guerra Mundial, tuvo lugar la reconstrucción. el 1 En el Adviento de 1952 se consagraron las nuevas campanas de la iglesia (secuencia de trazos a 0 - do sostenido 1 - mi 1 - fa sostenido 1 ). La nave estuvo dedicada al culto hasta que se restauró el coro este, y el 22 de septiembre de 1957, la iglesia, con el coro este reconstruido, fue consagrada en presencia del presidente federal Theodor Heuss. En 1999 recibió la Cruz de Clavos de Coventry.

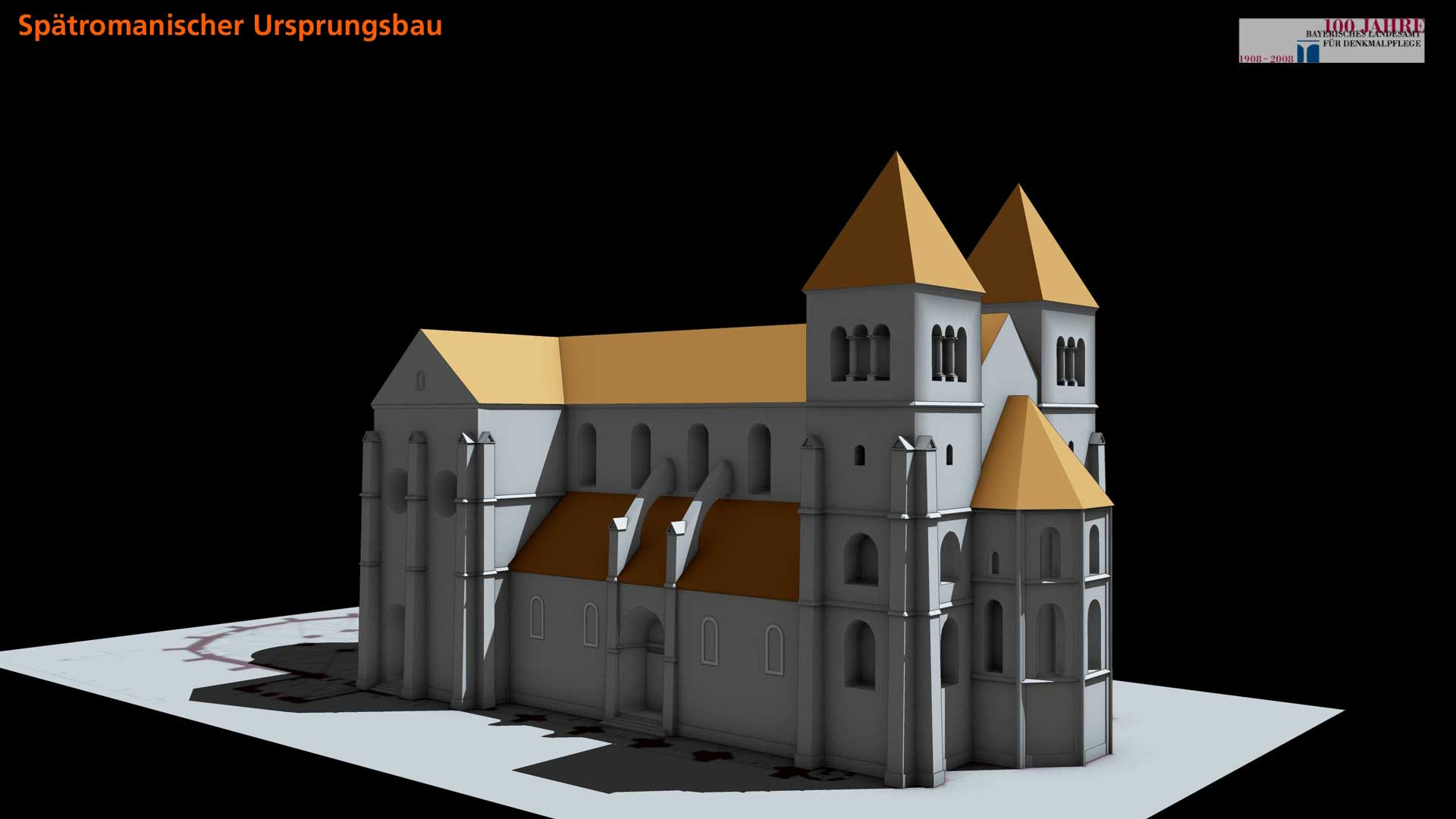
Edificio original del románico tardío
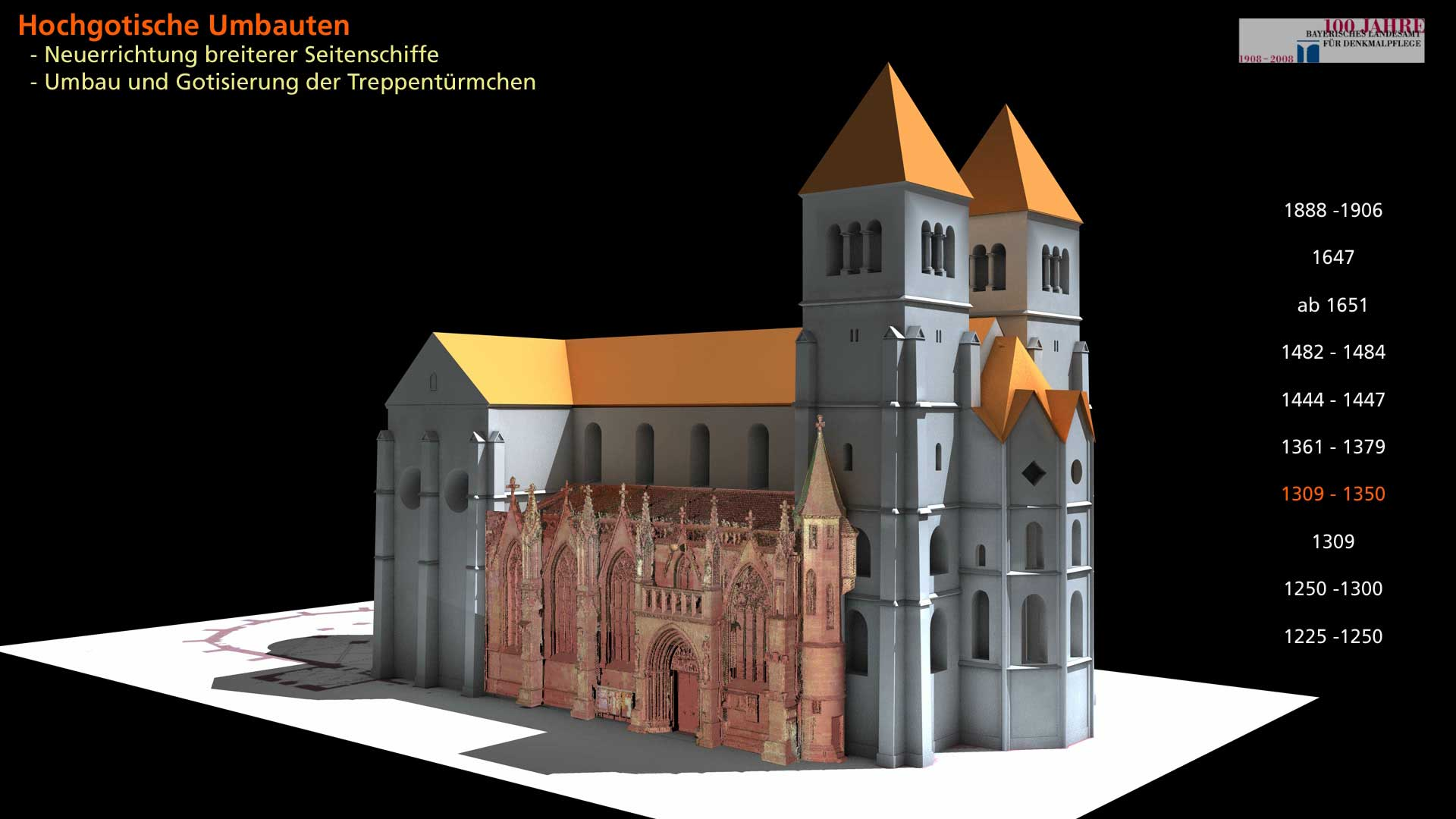
Primeras modificaciones góticas
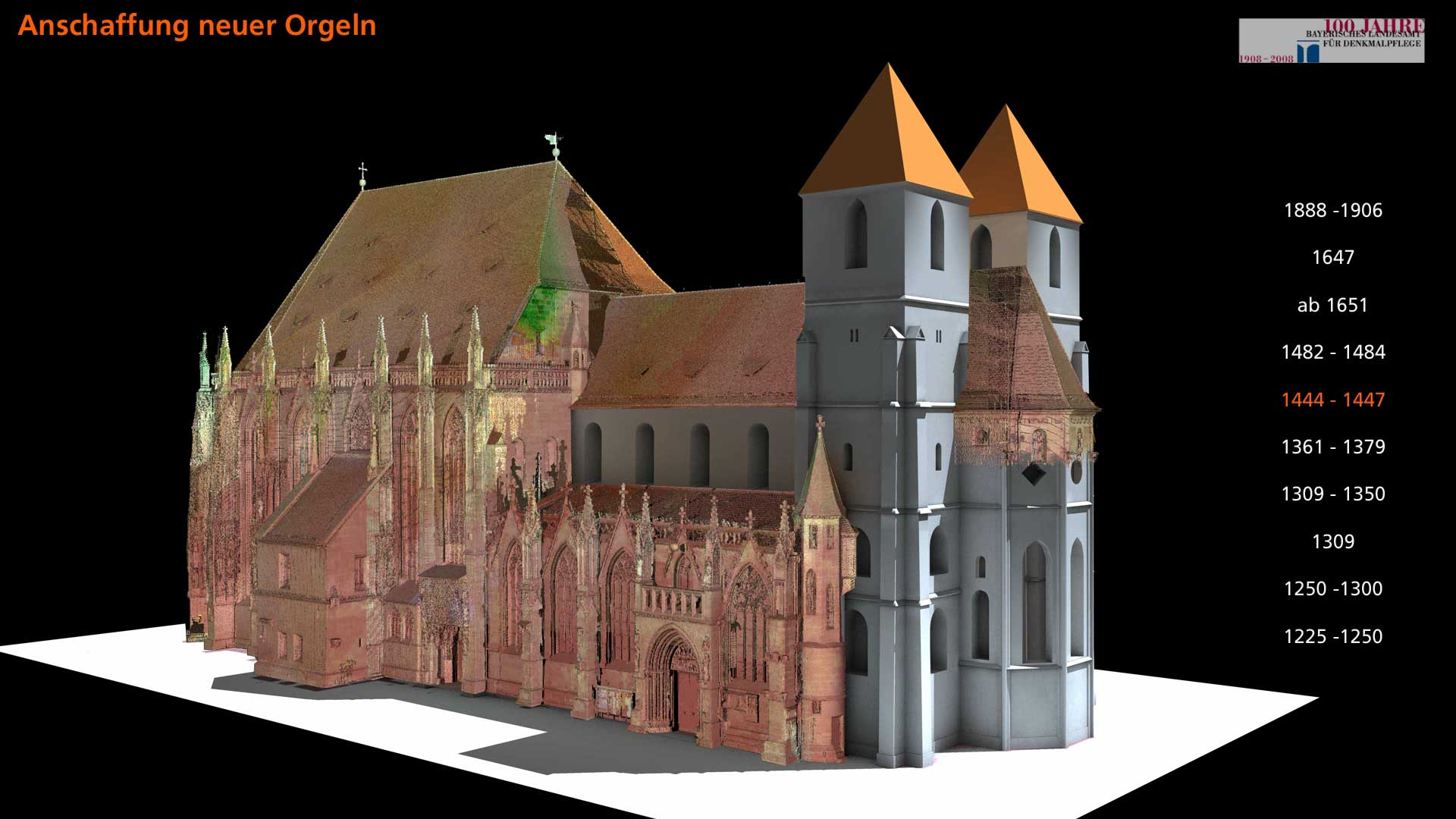
Construcción del transepto
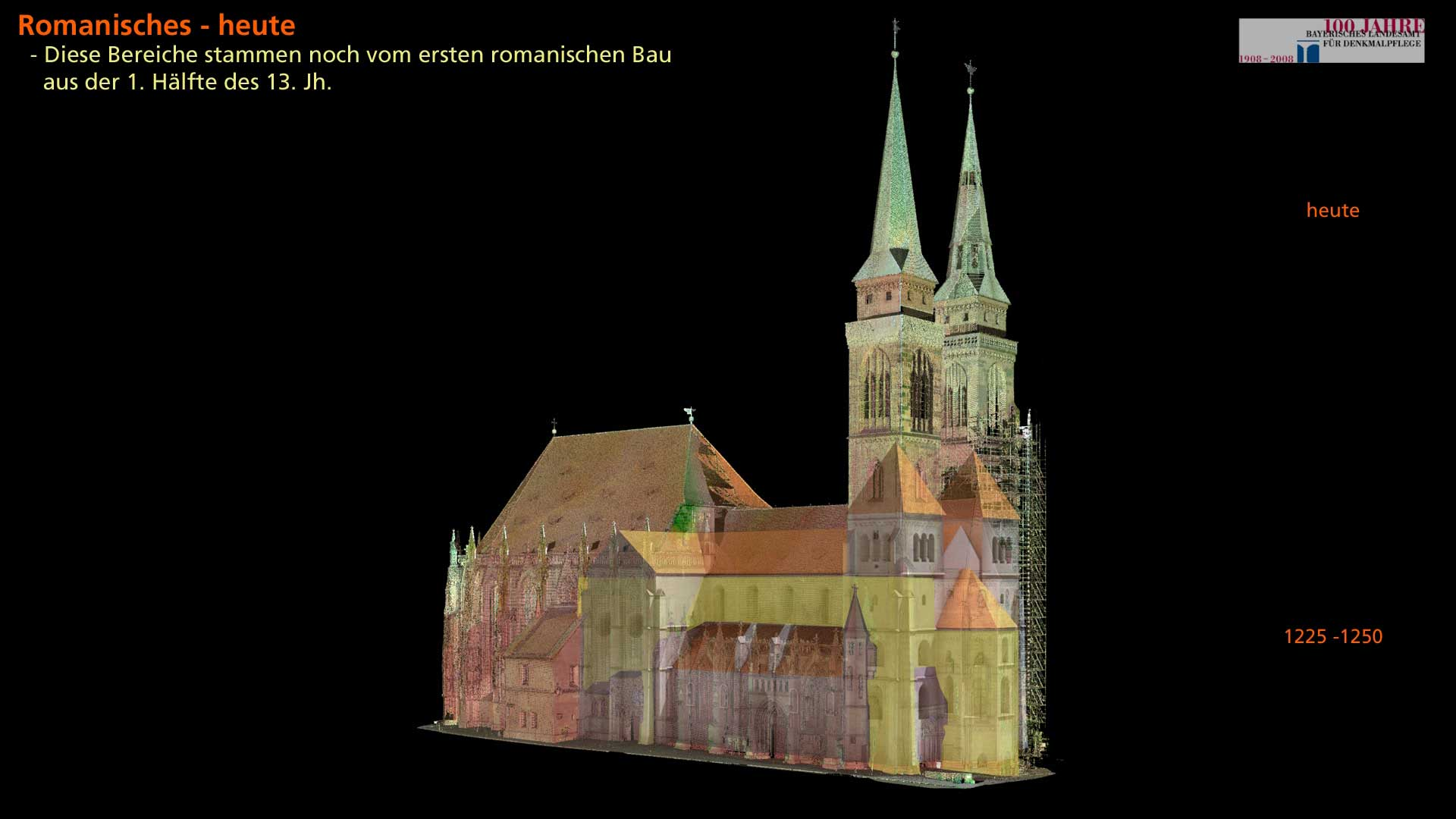
Evolución

## Patrimonio
Se conserva un inventario extremadamente valioso de arte anterior a la Reforma. Se trata casi exclusivamente de donaciones de las familias del consejo de Núremberg, porque desde el siglo XIV esta iglesia se estableció como la "iglesia del consejo" de Núremberg. A diferencia de la iglesia de san Lorenzo, hasta finales del siglo XV fueron casi exclusivamente las familias del consejo de Núremberg las que pudieron donar mobiliario permanente a San Sebaldo. En ocasiones, todo el concejo mostró su unidad y cohesión a través de donaciones, por ejemplo en forma de las vidrieras del coro, que fueron donadas por los alcaldes en 1379 (renovadas en parte hacia 1500). Hasta finales del siglo XV, el programa pictórico de las obras de arte estuvo siempre supeditado al uso del espacio con fines litúrgicos.
En la fachada hay algunas esculturas de piedra notables, como el epitafio Schreyer-Landauer de Adam Kraft, el campo clave monumental Christopher del siglo XV (original hoy en el Germanisches Nationalmuseum) o las figuras del portal nupcial magníficamente decorado en el lado norte del siglo XIV. El mobiliario más importante anterior a la Reforma es la tumba del patrón de la ciudad Sebaldus. 
Los huesos del santo se conservaban en un relicario de plata en Núremberg desde el siglo XIV, hasta que a finales del siglo XV se decidió hacer una caja de bronce para proteger y resaltar artísticamente el relicario. 
La estructura exterior de la tumba fue fundida en bronce entre 1508 y 1519 por Pedro Vischer en colaboración con sus hijos Pedro el Joven y Hermann. El diseño para esto también se atribuye generalmente a lo mismo.
Es una pequeña pieza arquitectónica con una rica decoración figurativa (entre otras, escenas de la vida de san Sebaldo). El molde de bronce se considera un ejemplo temprano de la recepción de formas del Renacimiento italiano al norte de los Alpes.
Además, cabe destacar diversas obras del tallista Veit Stoss, como su apóstol Andres y las figuras de la Volckamer Memorial Foundation, en las que también demostró sus dotes de cantero sobre un relieve. Este es solo uno de los muchos epitafios artísticamente valiosos de las familias patricias de Núremberg (p. B. Tucher epitafio de Hans Süss) en la sala de la iglesia.
En el centro de la fachada norte se encuentra el portal cubierto llamado "puerta nupcial ", donde antes de la introducción de la misa nupcial tenían lugar las ceremonias nupciales eclesiásticas prescritas en el Concilio tridentino. 
Recientemente descubierta por Daniela Crescenzio 2011, la pintura de la bendición de Cristo de la placa conmemorativa de la familia Núremberg Kress situada en el coro este es una copia de la bendición de Cristo de Alberto Durero del Museo Metropolitano de Nueva York. Además, muestra grandes similitudes con el Cristo de la Bendición del pintor de la corte veneciana Jacopo de' Barbari de 1503. Queda pendiente un análisis histórico del arte.
En la pared norte del coro este cuelga el llamado epitafio de Tucher, que Hans Süss (también llamado Hans von Kulmbach) escribió en 1513 para el Dr. Lorenz Tucher hizo. Según el biógrafo del artista de Núremberg, Johann Neudörffer, había completado parte de su aprendizaje en Núremberg con el veneciano Jacopo de' Barbari. En el panel central del epitafio, María está entronizada con el Niño Jesús entre Santa Catalina y Santa Bárbara, rodeada por un amplio paisaje. Al estilo de la pintura italiana, cinco ángeles renacentistas tocan música en primer plano. Es de estilo veneciano y susángeles recuerdan mucho al cuadro Fiesta del Rosario de Durero pintado en Venecia.

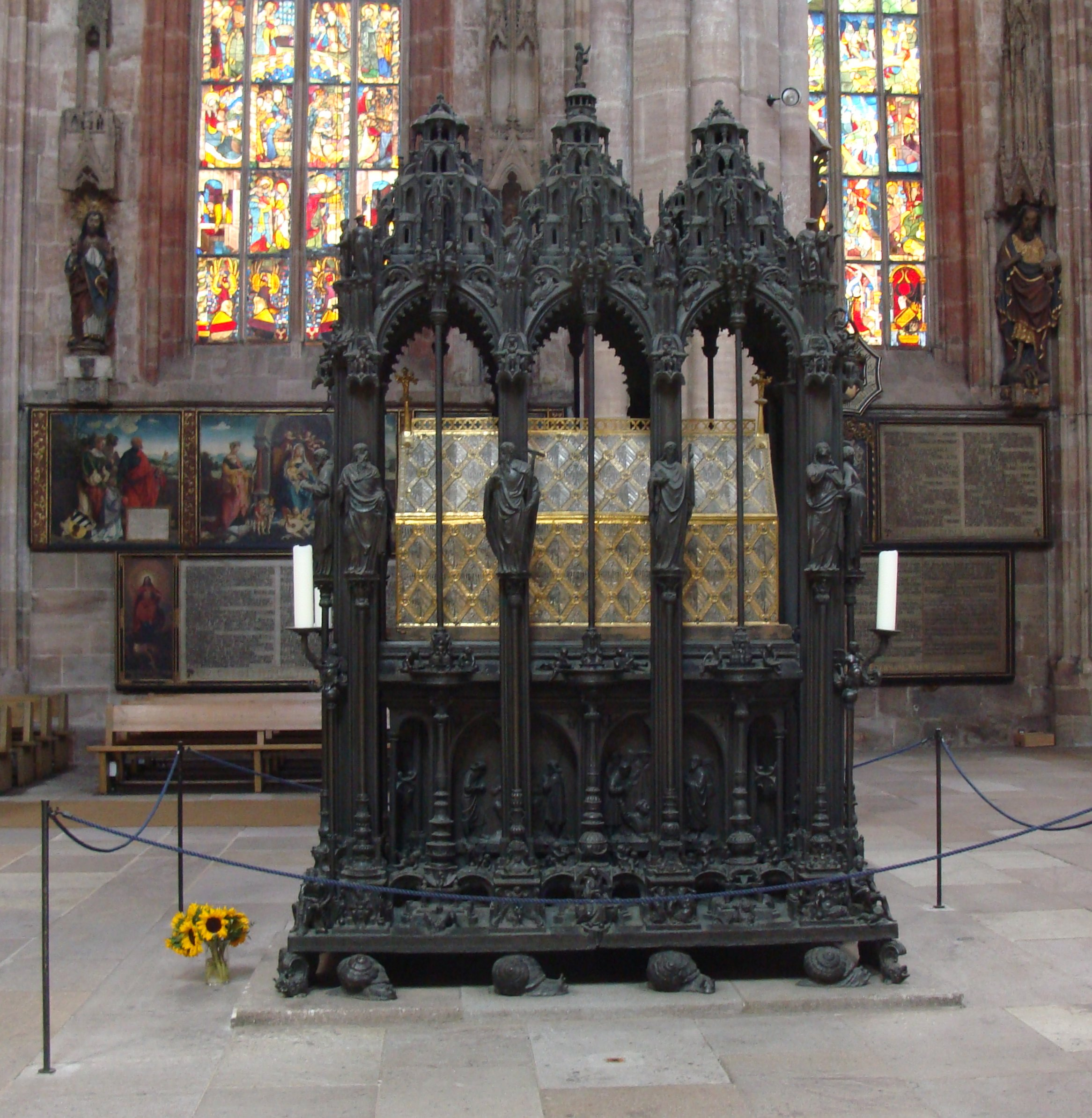
Tumba de Sebaldus
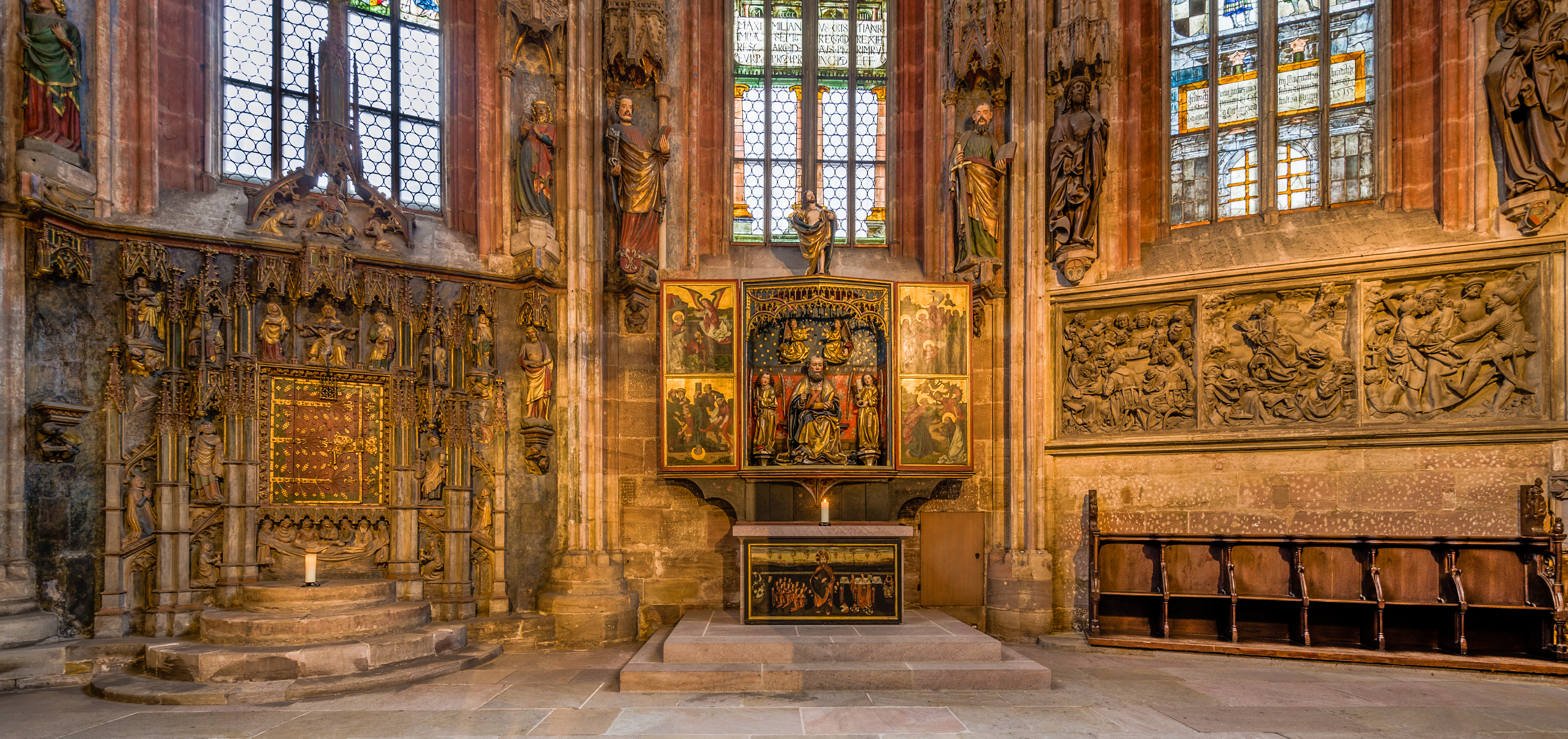
Altar de Pedro con retablo
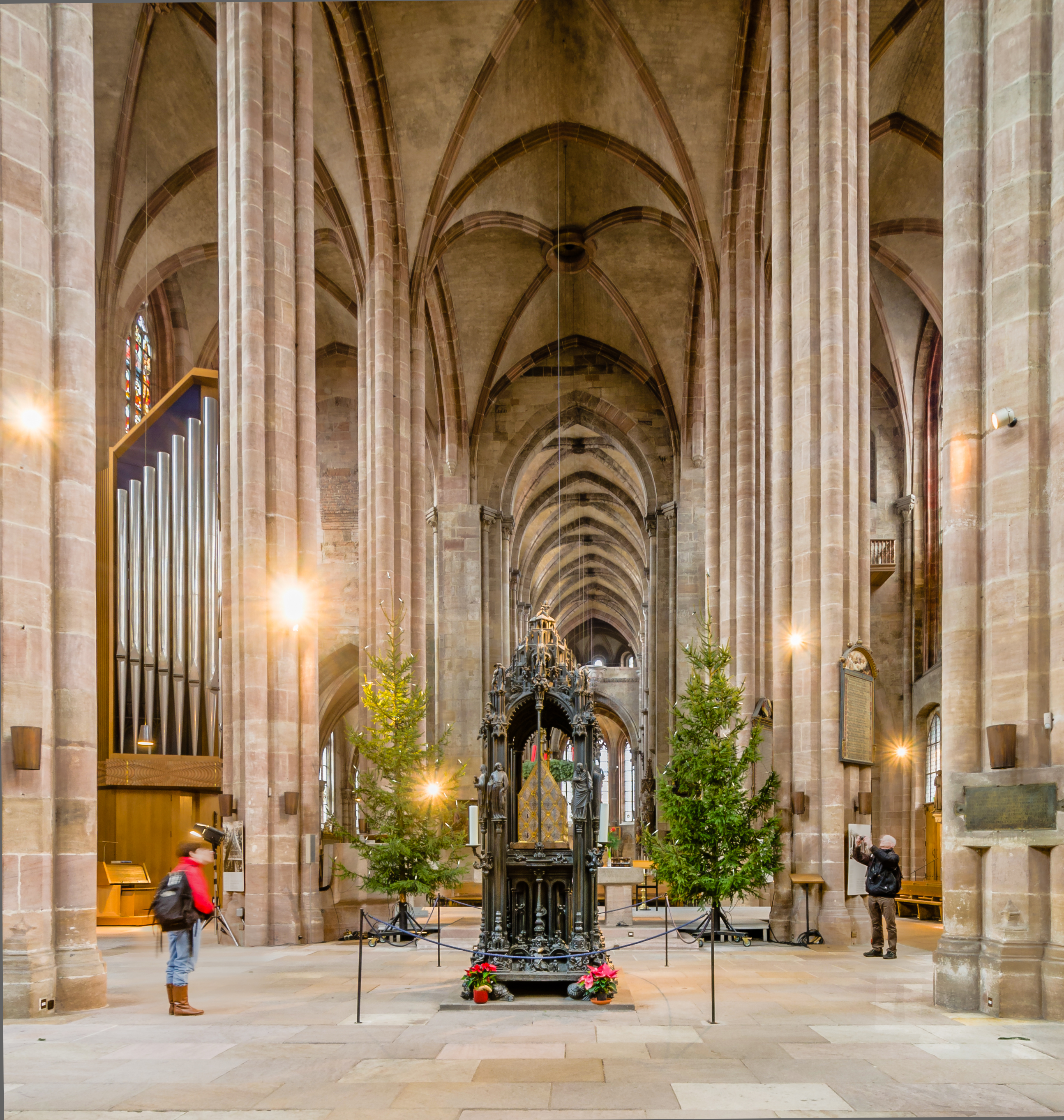
Interior de la iglesia

### Vidrieras

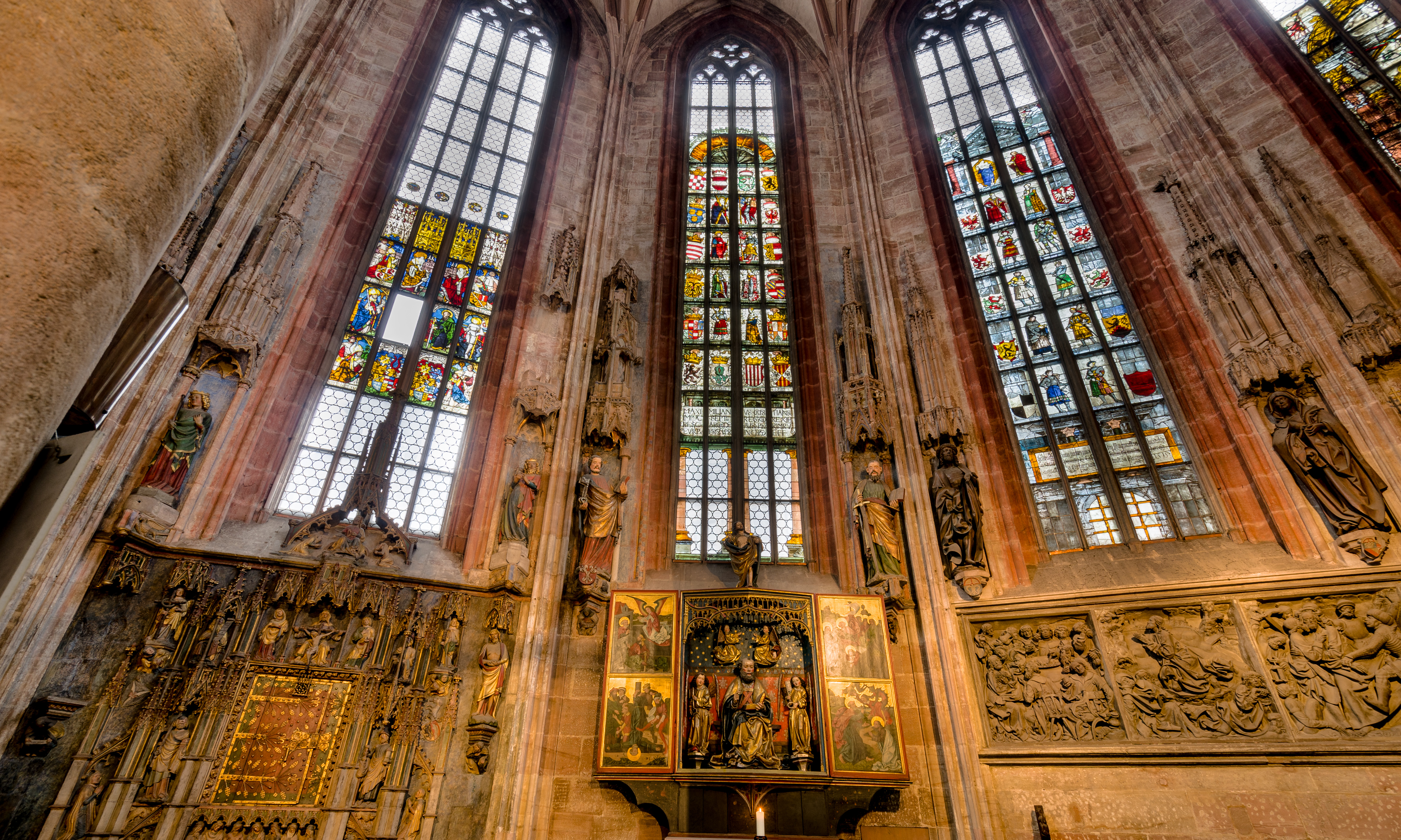
Ventana del emperador (centro), ventana del obispo de Bamberg (izquierda) y ventana del margrave de Hohenzollern (derecha)

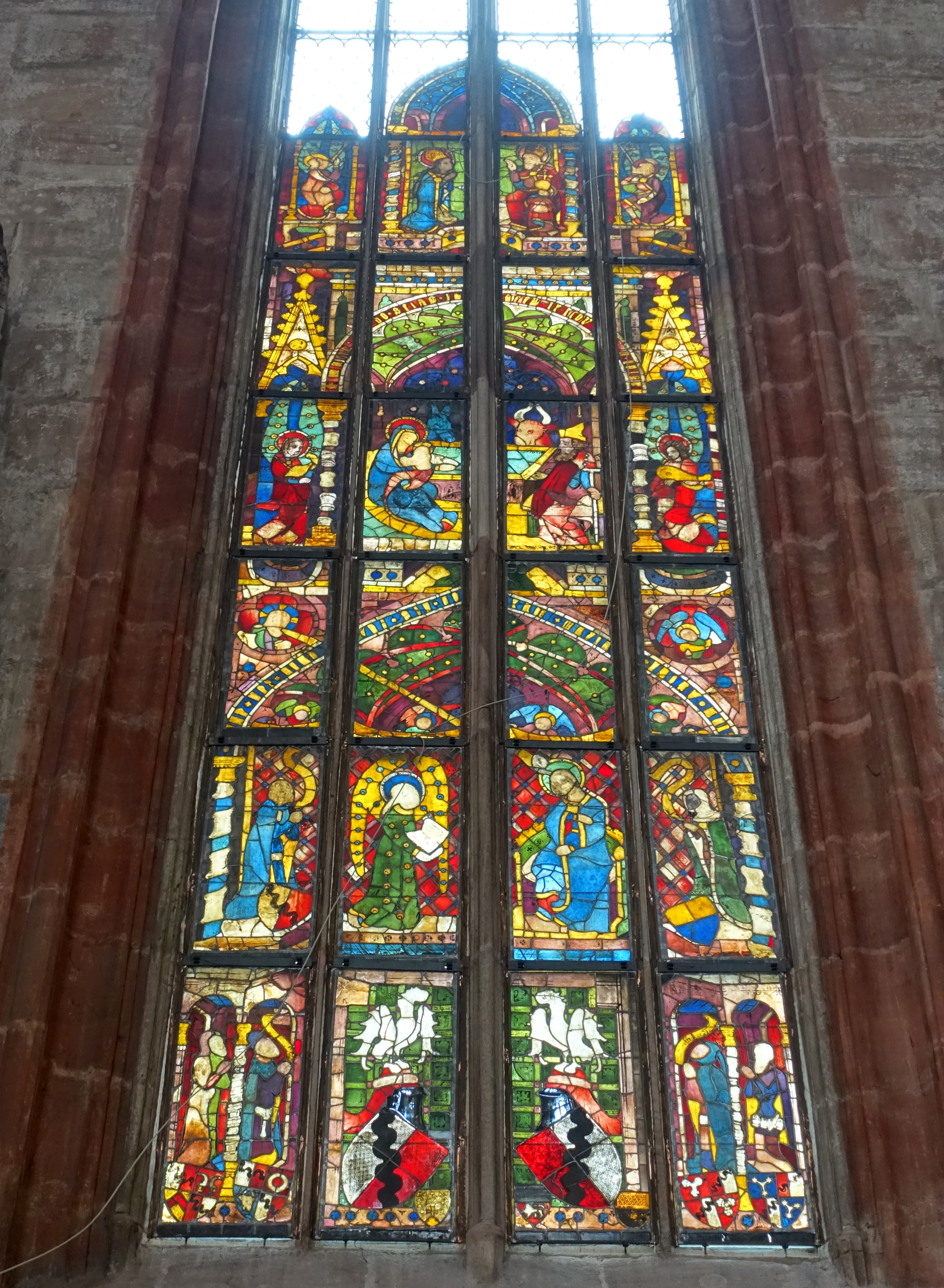
Ventana de Behaim (c. 1380)

Algunas de las vidrieras del coro, la mayoría de las cuales se han conservado, fueron realizadas alrededor de 1500 por el pintor de vidrios Veit Hirsvogel según los diseños de Durero y Hans Suess von Kulmbach. Esto incluye la ventana del emperador en el centro del presbiterio, donada por el emperador Maximiliano I en 1514, con imágenes del emperador y su esposa María von Borgoña, quien murió en 1482, el hijo mayor, Felipe el Hermoso y su esposa Juana la Loca de España, que murió en 1506, y los santos patronos de la Casa de los Habsburgo (Santiago, Andreas, Leopoldo y Jorge), así como 16 escudos de armas que representan a los países de la Casa de los Habsburgo en toda Europa. La ventana imperial está flanqueada a la izquierda por la ventana del obispo de Bamberg, en cuya diócesis se encuentra la ciudad, y a la derecha por la ventana de la Casa de Hohenzollern, de donde procedían los burgraves medievales de Núremberg y más tarde los príncipes. de los vecinos margraviates de Ansbach y Kulmbach-Bayreuth ("ventanas de margrave"). Estas tres ventanas "forman el andamiaje político sobre el que cae la mirada de todos los feligreses en línea recta", representan el gobierno y el orden en el Sacro Imperio Romano Germánico con referencia a la ciudad imperial de Núremberg.
La donación de ventanas individuales se reservó para los patricios gobernantes de Núremberg, cuya iglesia de matrimonio y entierro más distinguida fue la Sebaldskirche. El derecho a montar una ventana siempre lo concedía el ayuntamiento. Algunas familias donaron cristales individuales, otros, ventanas enteras. En ellos se pueden ver los escudos de armas de las familias donantes y sus parientes cercanos, a menudo también representaciones figurativas de los donantes así como escenas bíblicas y santos. En el coro norte, a la izquierda de la ventana de Bamberg, está la ventana de los Stromer, a su izquierda la de los Fürer (de 1501, parte más antigua de 1379, originalmente una ventana comunitaria de las familias Eisvogel, Pfinzing, Langmann y Ebner ), en el coro sur está a la derecha de la ventana del Margrave, la ventana de Pfinzing, seguida de la ventana de Haller (otra de esta familia se encuentra en la nave norte), la ventana de Schürstab y la ventana de Behaim (monumental árbol genealógico de la familia también se puede encontrar en la pared sur). Esta última es una de las mejores y mejores ventanas de la época del primer vidriado del presbiterio a fines del siglo XIV. Siglo. En el lado sur sigue la ventana Volckamer a la derecha, luego la ventana Imhoff y, en la transición del presbiterio a la nave, la ventana de las familias relacionadas Grabner, Paumgärtner y Pirckheimer. La pequeña ventana de Pömer en la bahía del segundo pasillo (desde el oeste) también es digna de mención en la nave sur; está cerca del lugar de enterramiento de Pömer y del epitafio de Pömer en el exterior de la iglesia. En el lado norte del pasillo, en la primera bahía (la más occidental), está la ventana de Muffle, que también contiene escudos fragmentarios de ventanas más antiguas; tres tramos más allá de la ventana Holzschuher y al comienzo del coro del salón norte, sobre la capilla Pfinzing, la ventana de la familia Grundherr, que Michael I. Grundherr († 1388) donó en memoria de sus padres Heinrich I. Grundherr y Kunigunde Gletzelmann.

### Órganos

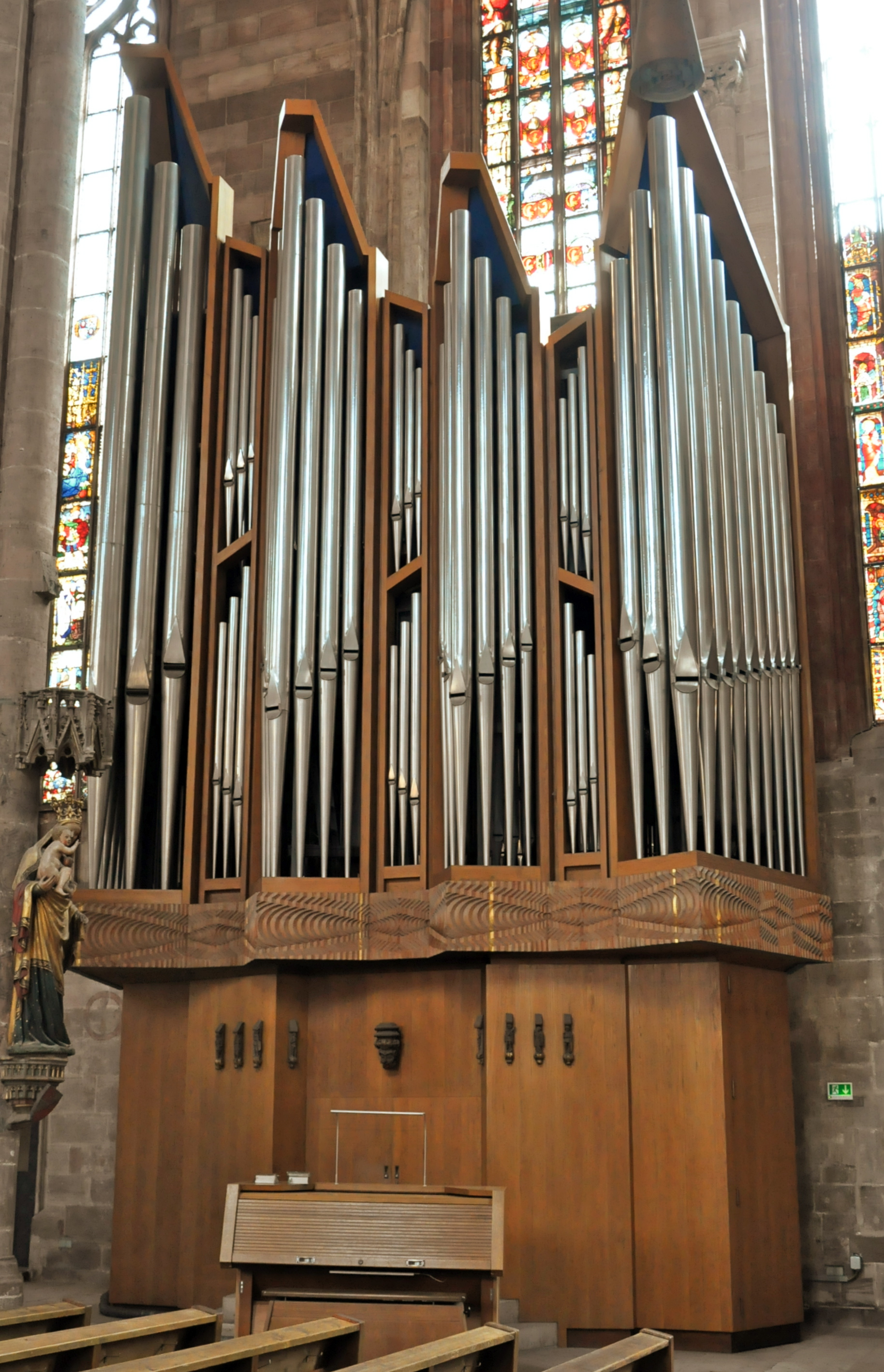
Órgano de 1976

La historia comprobable de sus órganos se remonta al siglo XV. Ciertos ladrillos en un triforio de la pared sur de la nave sugieren que pudo haber un órgano construido como una estructura de troncos allí ya en el período románico tardío. Entre 1440-1443, el constructor de órganos de Maguncia, Heinrich Traxdorf, que también construyó dos órganos pequeños en la Frauenkirche, creó un órgano principal para St. Sebald. La caja gótica del órgano Traxdorf, que colgaba en el coro este sobre el arco apuntado del pasillo sur, fue considerada la caja de órgano más antigua del mundo hasta su desaparición. En 1691 fue completamente renovado por Georg Siegmund Leyser. En 1906, el organero de Núremberg, Johannes Strebel, entregó un órgano de dos manos con 28 Regístrate La perspectiva y el órgano fueron completamente destruidos en la Segunda Guerra Mundial; Sólo dos figuras pequeñas y el llamado Los monos de caña podrían recuperarse de los escombros y adornar la caja del órgano moderno de hoy.
En 1947, la nave restaurada  recibió un órgano usado de la compañía Steinmeyer (Oettingen), que había sido construido en 1904 como Op. 844 para la iglesia de St. Jakobs en Oettingen. El instrumento originalmente tenía 26 Frenos en dos manuales y pedal. Después de la reconstrucción del coro este, fue colocado un nuevo órgano en la nueva ubicación en la pared sur del coro en 1957 y 1962 por la empresa constructora, a excepción de 57 Registro ampliado a tres manuales y pedal para que también pudiera ser utilizado para conciertos, principalmente durante las Semanas Internacionales de Órgano de Núremberg. Este órgano provisional fue entregado a la Iglesia St. Petri en Soest en 1975.
El órgano principal de hoy a los 72 Registros en tres manuales y pedal fue construido en 1975-1976 en el mismo lugar que el órgano anterior por el constructor de órganos Willi Peter (Colonia) según un borrador de disposición de Werner Jacob, Otto Mayer (Ansbach) y Ernst Karl Rößler. Las escalas son de Rößler y Norbert Späth, el diseño de la caja es de Walter Supper y Helmut Klöpping. El instrumento de cofre deslizante tiene acciones mecánicas, los acopladores son eléctricos. Mide 14,33 m de altura, pesa 20 toneladas y, junto con el órgano del coro, tiene más de 6000 tubos. El gabinete de juegos de tres manuales se encuentra en la caja inferior del órgano principal.
| I Hauptwerk C–a3 |                   |        |
| 01.              | Praestant         | 16′    |
| 02.              | Bordun            | 16′    |
| 03.              | Principal         | 08′    |
| 04.              | Metallflöte       | 08′    |
| 05.              | Gambe             | 08′    |
| 06.              | Flute harmonique  | 08′    |
| 07.              | Octave            | 04′    |
| 08.              | Spitzflöte        | 04′    |
| 09.              | Schwiegel         | 02 ⁄3′ |
| 10.              | Octave            | 02′    |
| 11.              | Rohrpfeife 0      | 02′    |
| 12.              | Kornett V (ab f0) | 08′    |
| 13.              | Hintersatz III–IV | 04′    |
| 14.              | Mixtur V          | 02′    |
| 15.              | Trompete          | 16′    |
| 16.              | Trompete          | 08′    |
| 17.              | Trompete          | 04′    |
|                  | Glocken           |        |

| II Schwell-Positiv C–a3 |              |         |
| 18.                     | Rohrpommer   | 16′     |
| 19.                     | Grobgedeckt  | 08′     |
| 20.                     | Quintadena   | 08′     |
| 21.                     | Weidenpfeife | 08′     |
| 22.                     | Principal    | 04′     |
| 23.                     | Rohrflöte    | 04′     |
| 24.                     | Quinte       | 02 ⁄3′  |
| 25.                     | Octave       | 02′     |
| 26.                     | Dulcian 0    | 02′     |
| 27.                     | Gemsterz     | 01 3⁄5′ |
| 28.                     | Quinte       | 01 ⁄3′  |
| 29.                     | Sifflet      | 01′     |
| 30.                     | Septnone II  | 01 ⁄7′  |
| 31.                     | Mixtur IV–V  | 01 ⁄3′  |
| 32.                     | Cimbel III   | 0 1⁄2′  |
| 33.                     | Krummhorn    | 16′     |
| 34.                     | Voix humaine | 08′     |
| 35.                     | Schalmei     | 08′     |
|                         | Tremulant    |         |

| III Schwell-Oberwerk C–a3 |                       |         |
| 36.                       | Nachthorn             | 16′     |
| 37.                       | Principal             | 08′     |
| 38.                       | Rohrgedeckt           | 08′     |
| 39.                       | Flaut d’amore         | 08′     |
| 40.                       | Flaut lament (ab c0)0 | 08′     |
| 41.                       | Octave                | 04′     |
| 42.                       | Koppelflöte           | 04′     |
| 43.                       | Terzflöte             | 03 1⁄5′ |
| 44.                       | Flute douce           | 02′     |
| 45.                       | Octave                | 02′     |
| 46.                       | Sesquialtera II       | 02 ⁄3′  |
| 47.                       | Quinte                | 01 ⁄3′  |
| 48.                       | Hintersatz III        | 04′     |
| 49.                       | Oberton II            | 0 8⁄11′ |
| 50.                       | Mixtur V              | 01 ⁄3′  |
| 51.                       | Fagott                | 16′     |
| 52.                       | Trompete harmonique   | 08′     |
| 53.                       | Oboe                  | 08′     |
| 54.                       | Clairon               | 04′     |
|                           | Tremulant             |         |
|                           | Xylophon              |         |

| Pedalwerk C–f1 |               |         |
| 55.            | Principal     | 32′     |
| 56.            | Principal     | 16′     |
| 57.            | Subbass       | 16′     |
| 58.            | Gedecktbass   | 16′     |
| 59.            | Salizetbass   | 16′     |
| 60.            | Octavbass     | 08′     |
| 61.            | Bassflöte     | 08′     |
| 62.            | Octave        | 04′     |
| 63.            | Gemshorn      | 04′     |
| 64.            | Rohrflöte     | 02′     |
| 65.            | Bauernflöte   | 01′     |
| 66.            | Rauschzink IV | 05 1⁄3′ |
| 67.            | Mixtur IV     | 02 ⁄3′  |
| 68.            | Bombarde      | 32′     |
| 69.            | Posaune       | 16′     |
| 70.            | Trompete 0    | 08′     |
| 71.            | Bärpfeife     | 08′     |
| 72.            | Trompete      | 04′     |
|                | Tremulant     |         |

- Par :
  - Acopladores normales: II/I, III/I, III/II, IV/I, IV/II, IV/III, I/P, II/P, III/P, IV/P (en el juego mecánico de tres manuales gabinete, el IV. Manual (órgano de coro) acopladores relevantes)
  - Acoplamiento de súper octava: súper I/P, súper II/P
- Ayudas para tocar Originalmente 12 veces setter, hoy 7000 veces sistema de ajuste electrónico, unidad de disquete, combinaciones fijas (pleno, tutti), topes, cilindro crescendo, estranguladores de viento infinitamente variables (válvulas de compuerta) para cada sección del órgano principal (para obras de órgano de vanguardia como las de György Ligeti).

El órgano de coro mecánico móvil tiene 11 registros en un manual y un pedal. Ambos instrumentos también están equipados con rastreadores electromagnéticos, de modo que todo el sistema de órganos se puede reproducir desde una consola móvil de cuatro manuales.
| (IV) Órgano del coro do-a 3.º |                       |        |
| 0 1                           | Cubierto              | 0 8′   |
| 0 2                           | inglés viola da gamba | 0 8′   |
| 0 3                           | Principal             | 0 4′   |
| 0 4                           | Tubería transversal 0 | 0 4′   |
| 0 5                           | octava                | 0 2′   |
| 0 6                           | quinto                | 0 2 ⁄3 |
| 0 7                           | Mezcla III-IV         | 0 1′   |
| 0 8                           | gaita                 | 0 8′   |
|                               | trémulo               |        |

| Pedal (órgano de coro) C–f 1 |               |            |
| 0 9                          | pomeranio     | dieciséis' |
| 10                           | flauta baja   | 0 8′       |
| 11                           | Bajo coral II | 0 4′       |

### Campanas
Las cuatro campanas de la iglesia están repartidas en ambas torres, y la campana grande cuelga sola en la torre sur. El repique está coordinado con el de la iglesia de Lorenz. Las campanas 4, 2 y 1 reemplazan a las respectivas campanas predecesoras destruidas en 1945, a lo que aluden sus inscripciones. La inscripción de la Campana 3 recuerda la reconstrucción de la Iglesia Sebaldus.
| No. | Apellido         | año de lanzamiento | lanzador, lugar de lanzamiento              | diámetro <br /> (mm) | Peso <br /> (kg) | Nominal <br /> (notas 16) | campanario          |
| 1   | Tormenta         | 1952               | Fundición de campanas de Bachert, Karlsruhe | 1900                 | 3856             | un 0 ±0                   | Torre Sur, abajo    |
| 2   | campana de coro  | 1952               | Fundición de campanas de Bachert, Karlsruhe | 1495                 | 1835             | cis 1 +1                  | Torre norte, arriba |
| 3   | –                | 1952               | Fundición de campanas de Bachert, Karlsruhe | 1255                 | 1090             | mi 1 +1                   | Torre norte, arriba |
| 4   | campana de reloj | 1952               | Fundición de campanas de Bachert, Karlsruhe | 1115                 | 765              | fa sostenido 1 +1         | Torre norte, arriba |

## Vicaría

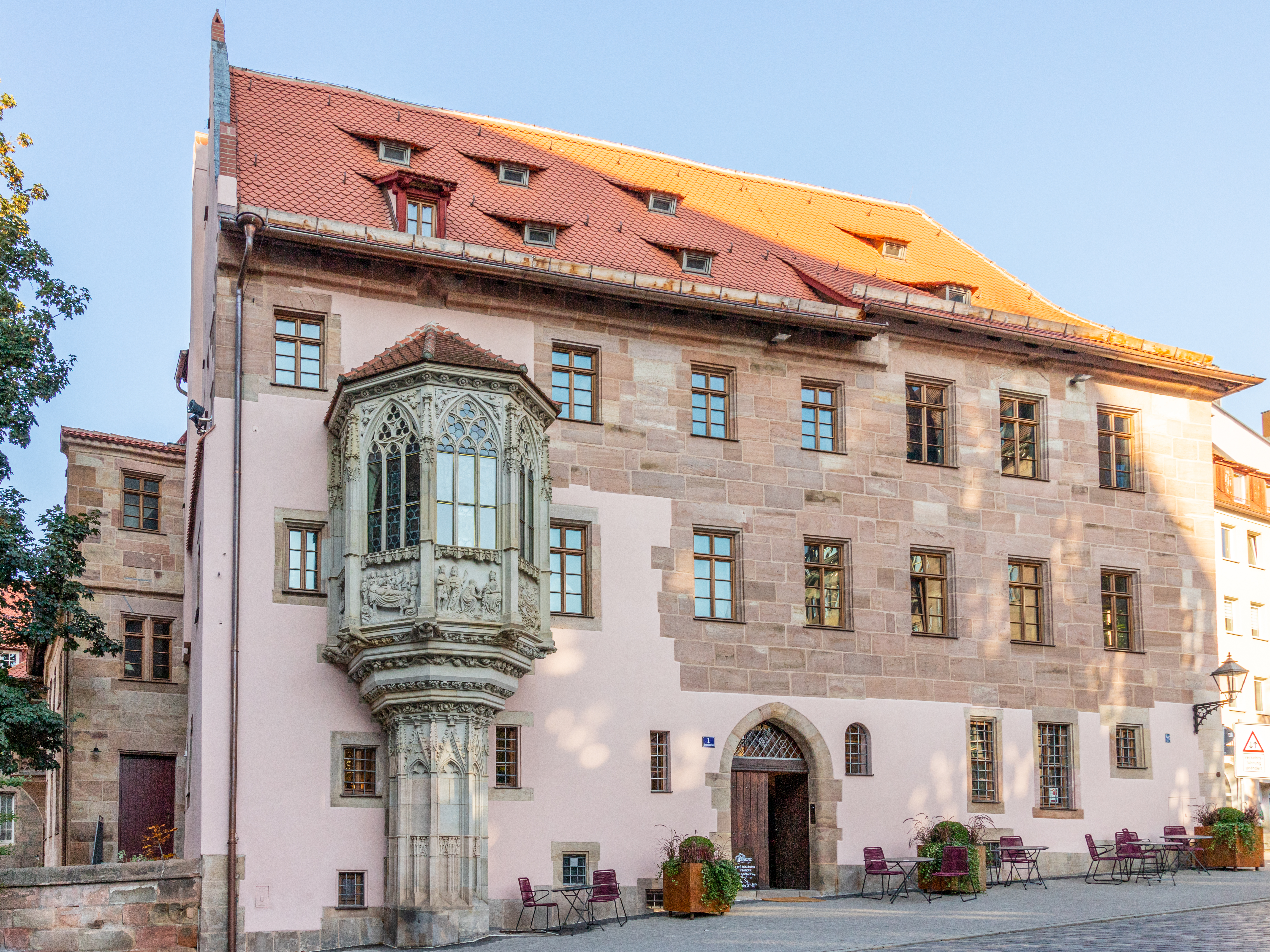
Casa parroquial de Sebalder, 2021

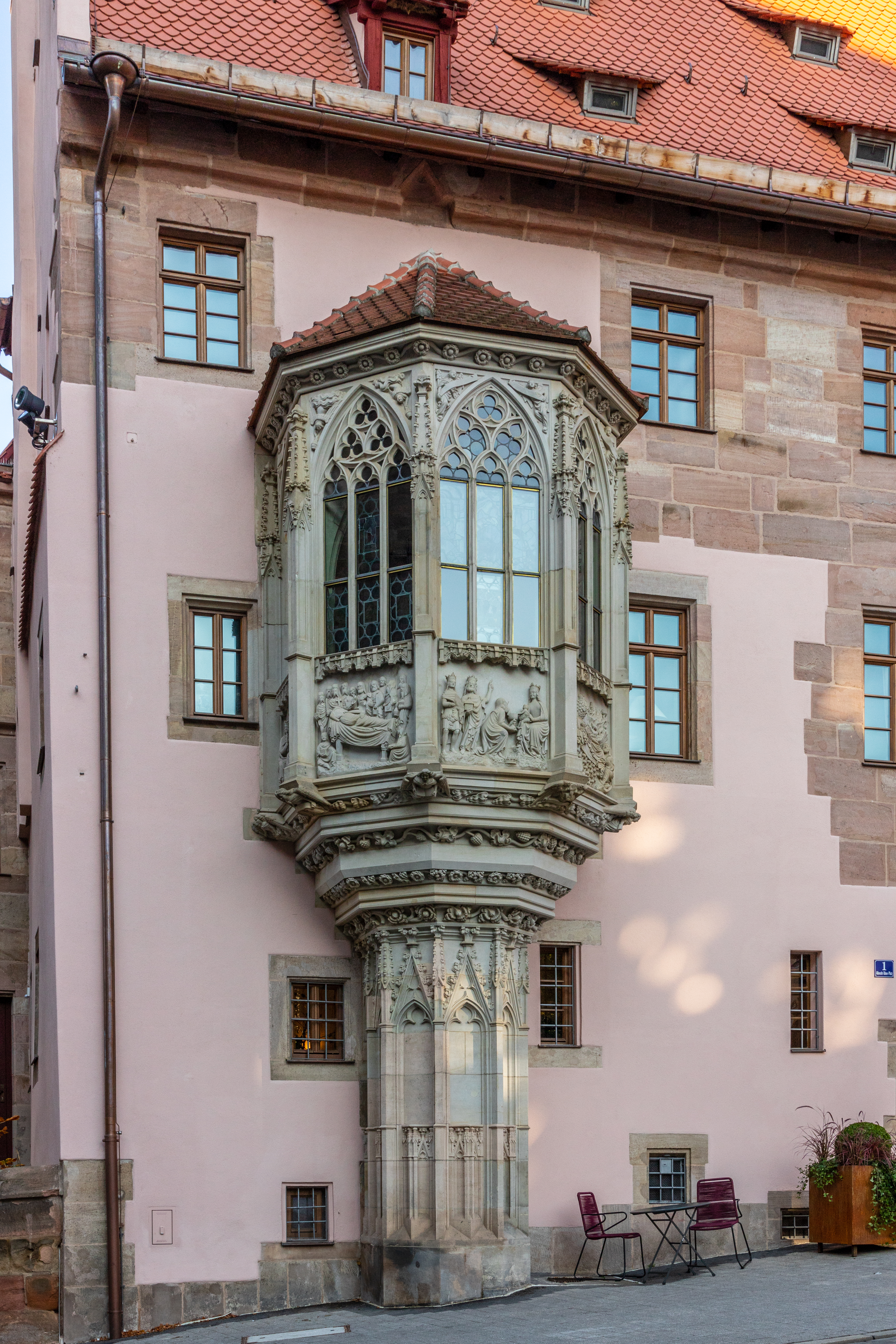
Sebalder Chorlein

La vicaría es un edificio situado enfrente. Es uno de los monumentos más antiguos de Núremberg y uno de los más influyentes en el paisaje urbano. Casi al mismo tiempo que se construyó la Sebalduskirche en el siglo XIII un edificio con forma de torre (hoy Wöchnerstube, esquina sureste). Esta casa torre fue construida a principios del siglo XIV. Siglo ampliado para dar cabida a un gran número de personas y animales a un patio de cuatro alas. Estas expansiones de la vicaría están relacionadas con los principales cambios estructurales de la iglesia y reflejan la creciente importancia de la ciudad de Núremberg y su iglesia parroquial y del consejo más antigua con una veneración creciente de Sebaldus como santo y patrón de la ciudad.
Los jefes de familia medievales de la vicaría eran pastores educados y socialmente de alto rango, a menudo de la nobleza de Franconia, que valoraban un mobiliario representativo de sus salas de estar y oficiales. Esto es particularmente evidente en el Coro Sebalder de alrededor de 1350; fue una ampliación como capilla de la casa en la sala más representativa del edificio en la Edad Media. El coro fue reemplazado en 1898/1902 y el original gótico fue transferido al Germanisches Nationalmuseum.
Melchior Pfinzing (1481-1535), preboste de Sebaldo y consejero imperial, fue responsable de las importantes renovaciones del segundo piso en 1514 al estilo del floreciente Renacimiento: tenía pequeñas salas medievales en la esquina noreste de la 2do Construye un gran estudio con artesonado de madera en la planta superior. Esta medida también se aprecia desde el exterior porque para ello se “levantó” la cercha del techo. Se ha conservado el artesonado. Restos del coro de madera, construido originalmente en el s. planta alta en 2. Las ventanas de la derecha en la fachada este todavía se pueden ver en la piedra arenisca sobre la ventana. Pfinzing también es responsable de las dotaciones centrales en la iglesia de Sebaldus: durante su período de servicio, la finalización de la tumba de Sebaldus, la fabricación de la ventana del Emperador y, por último, pero no menos importante, la ventana de Pfinzing, cada una ejecutada por Veit Hirsvogel según los diseños de Alberto Durero.
La vicaría no solo era la residencia oficial y del clero, sino también un lugar de encuentro para representantes de la política, el clero y las artes. Tejas de estufa descubiertas con el escudo de armas del emperador Federico III. y la familia patricia Hirsvogel apuntan a la visita imperial y el entonces cabeza de familia, el Dr. Marcus Hirsvogel a finales del siglo XV. Los feligreses más famosos que visitaron con frecuencia la vicaría durante su vida y así caminaron por las salas son el artista Alberto Durero (1471-1528) y el compositor y organista de St. Sebald, Johann Pachelbel (1653-1706).
De 2018 a 2021, la vicaría se renovó de acuerdo con la orden de conservación y se modernizó. En el transcurso de la medida, se redescubrieron pruebas históricas de la vida judía en Núremberg en 2019 y 2020: en el vestíbulo de entrada de la vicaría se redescubrieron una lápida judía de 1334 y una puerta de madera de alrededor de 1500 con una inscripción en hebreo. La parroquia aprovechó este redescubrimiento como una oportunidad para habilitar una habitación en la vicaría como un espacio de exposición pública. El contenido se diseñará en cooperación con la Comunidad Judía de Núremberg y los Museos de la Ciudad de Núremberg y se espera que esté terminado a principios del verano de 2022.
A día de hoy, la vicaría de Sebalder, que sufrió daños menores durante la Segunda Guerra Mundial, se utiliza como vicaría y centro comunitario de Evang. -Luth. parroquia utilizada. en el 1er Las oficinas de los empleados y el apartamento del primer piso se encuentran en el piso superior. pastor. el segundo La planta superior se alquila a un despacho de abogados. El "Café Maulbeere" le invita a relajarse y disfrutar. Los salones de la planta baja también se pueden alquilar para eventos.

## Galería de imágenes

Imágenes históricas
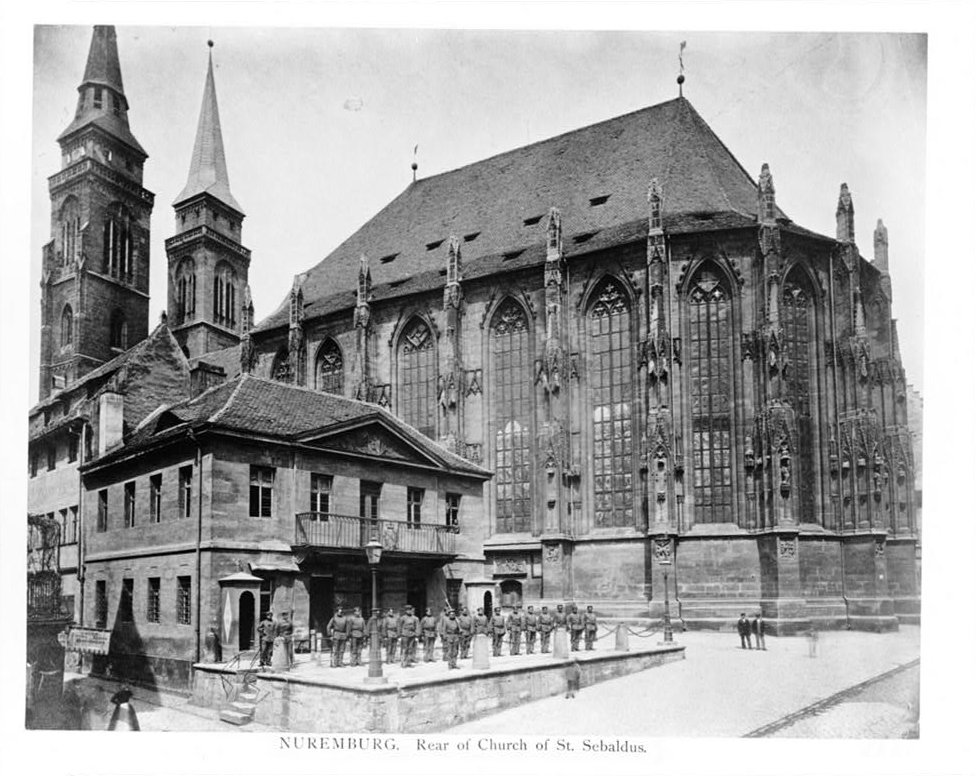
Iglesia desde el sureste (entre 1860 y 1890)
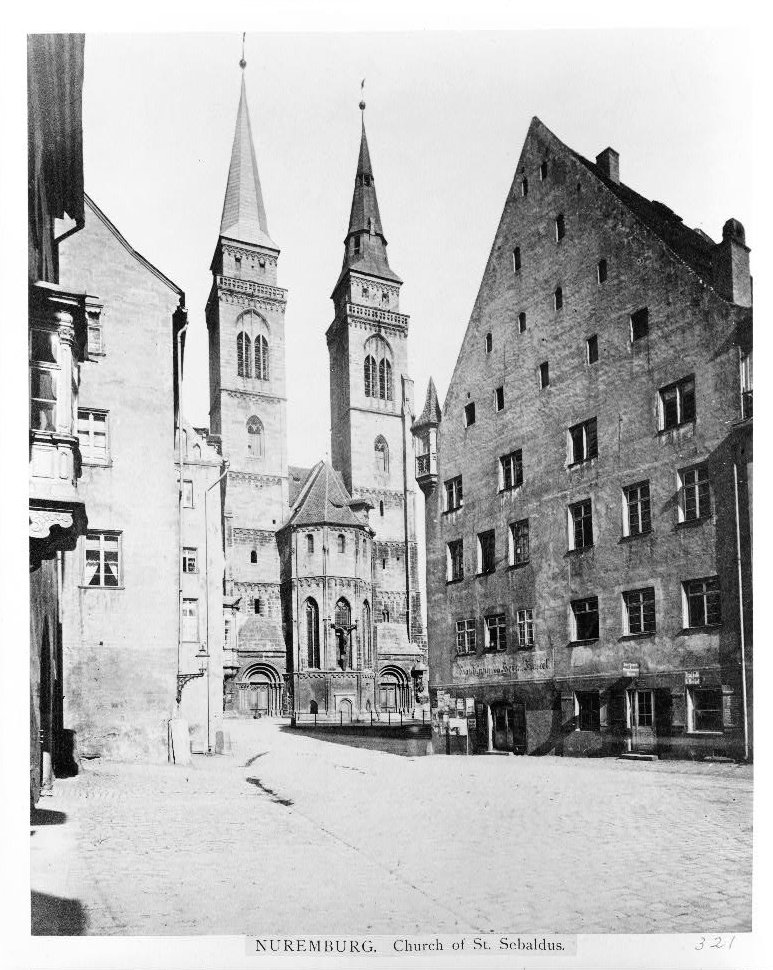
Fachada frontal  (entre 1860 y 1890)
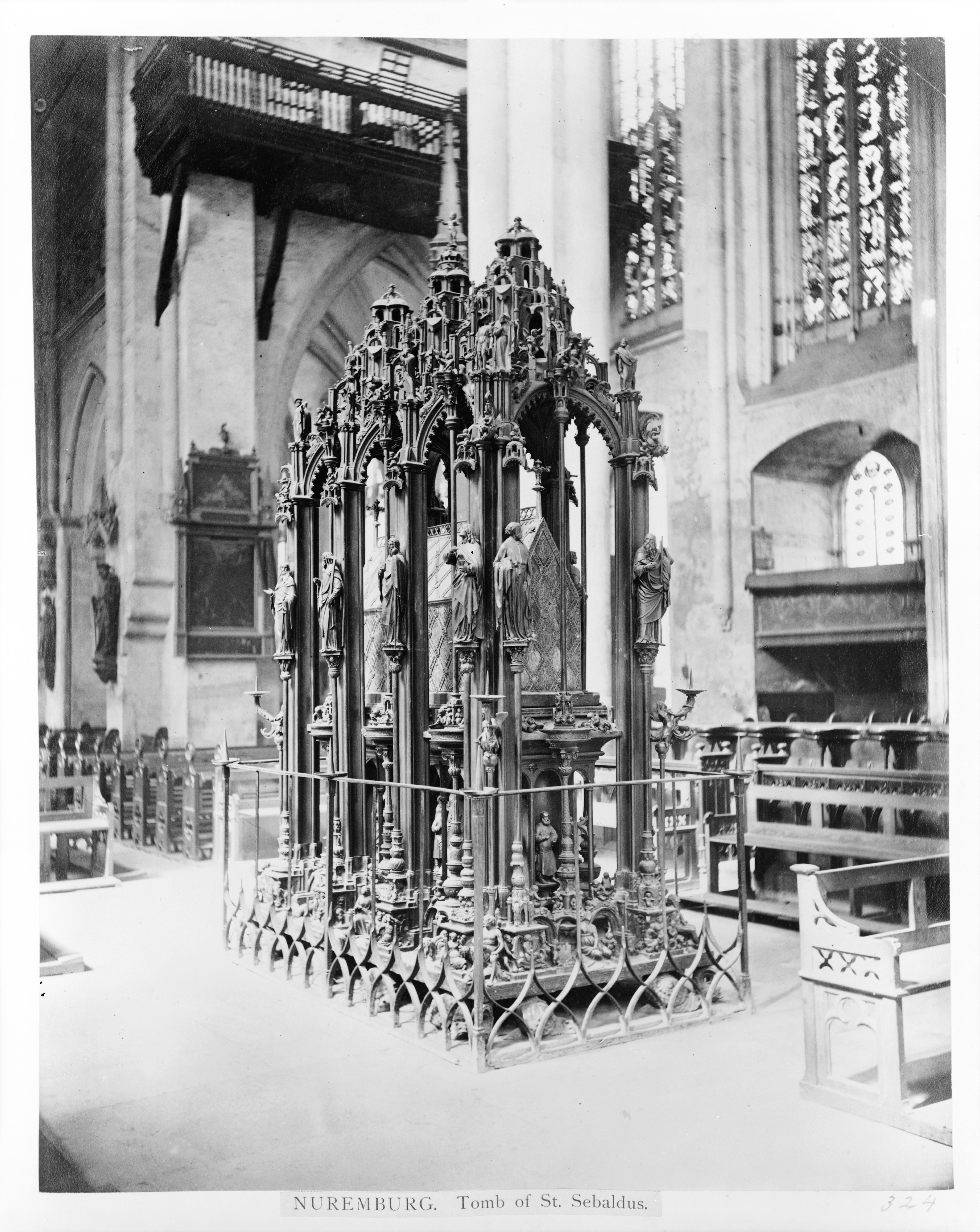
Tumba de Sebaldus (entre 1860 y 1890)
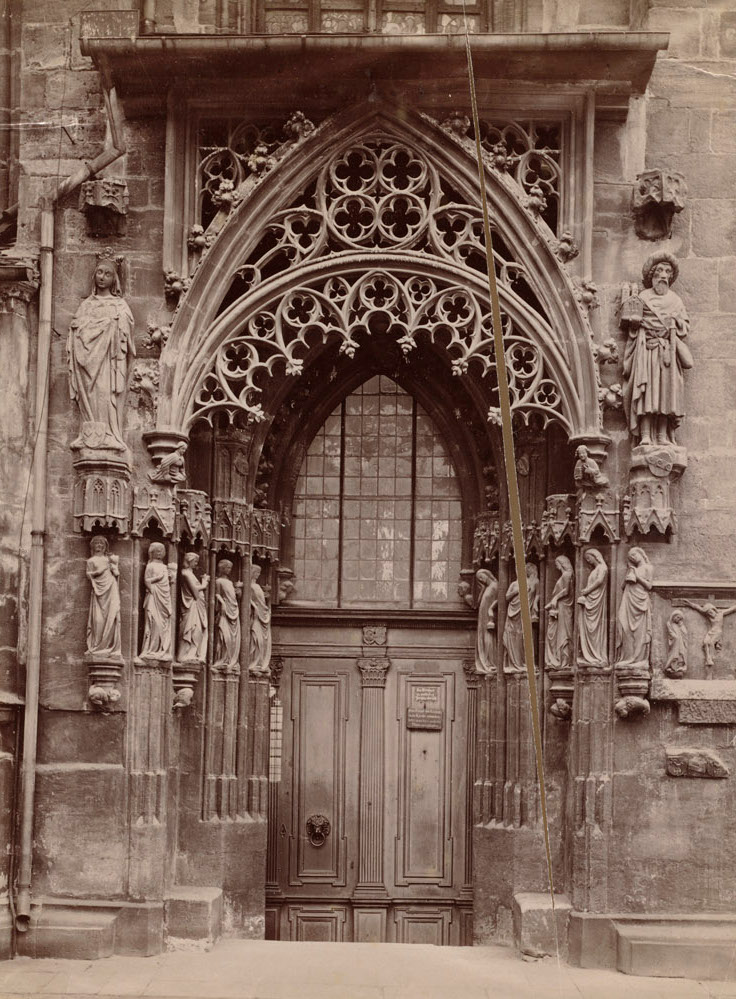
Puerta nupcial (década de 1890)
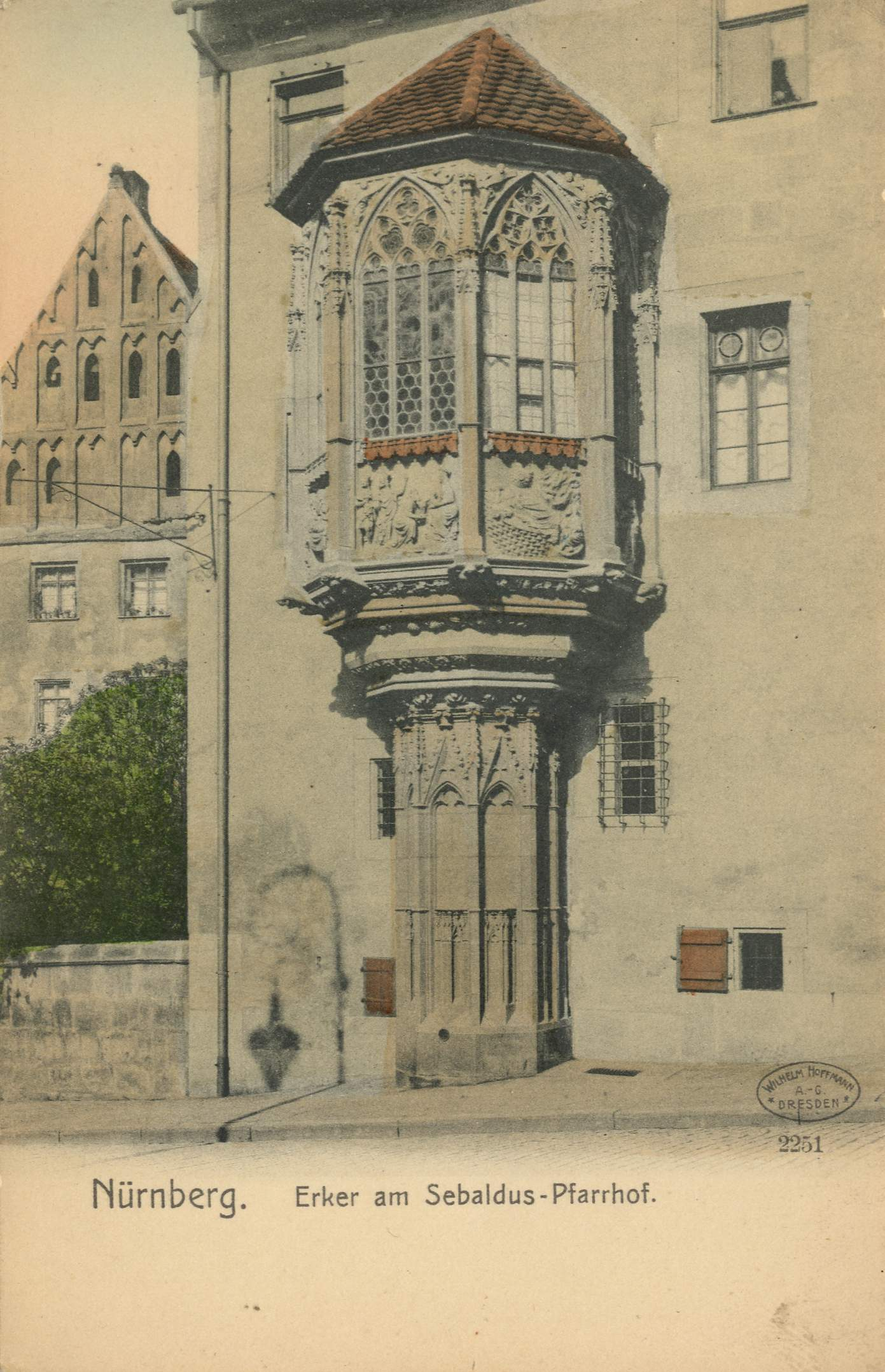
Coro Sebalder en la vicaría, postal ca. 1900
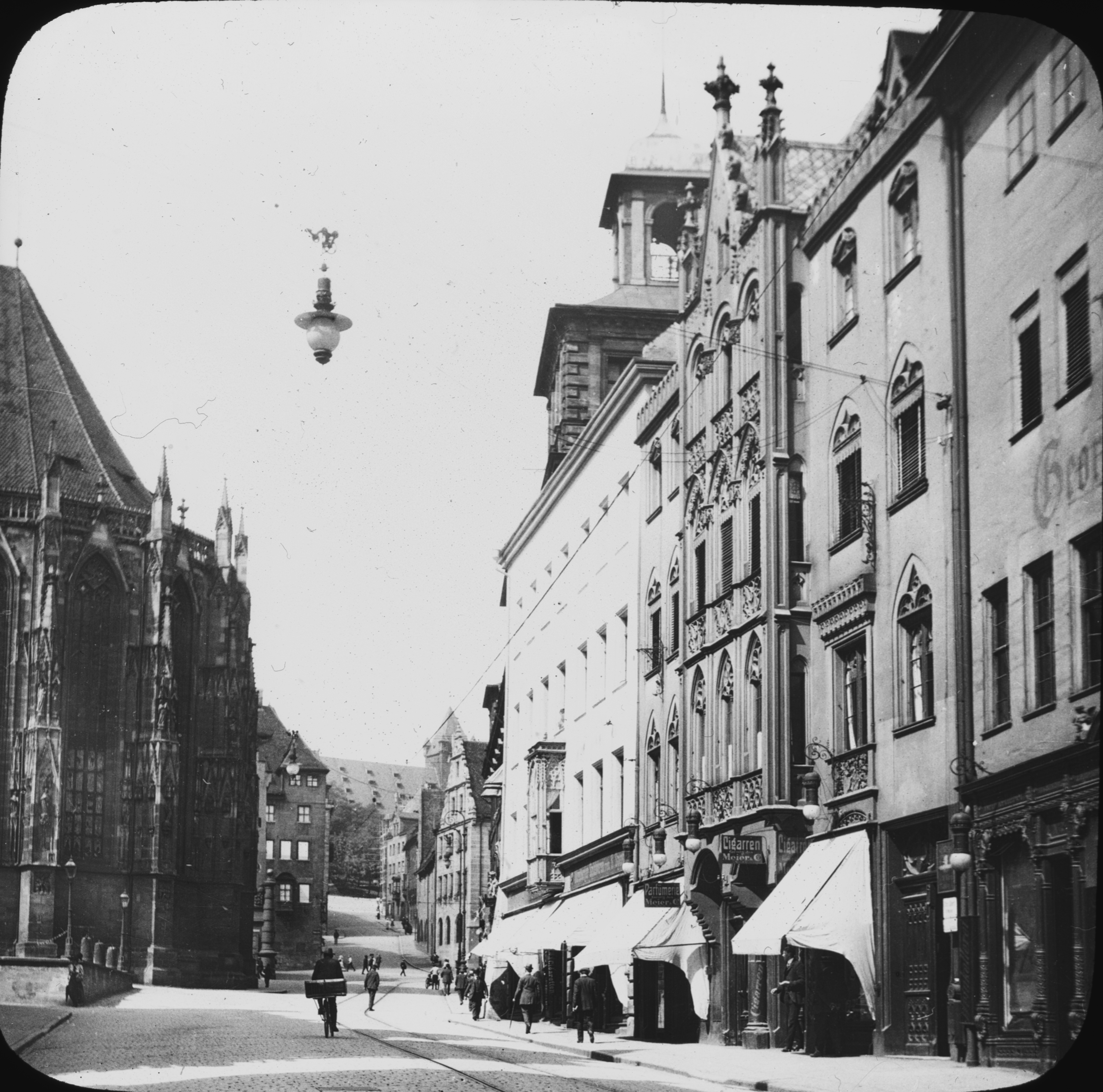
Vista de la iglesia desde Burgstrasse (1910)
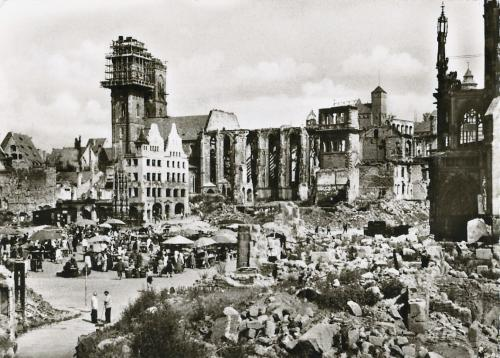
Iglesia en abril de 1945